# Christian August von Waldeck-Pyrmont

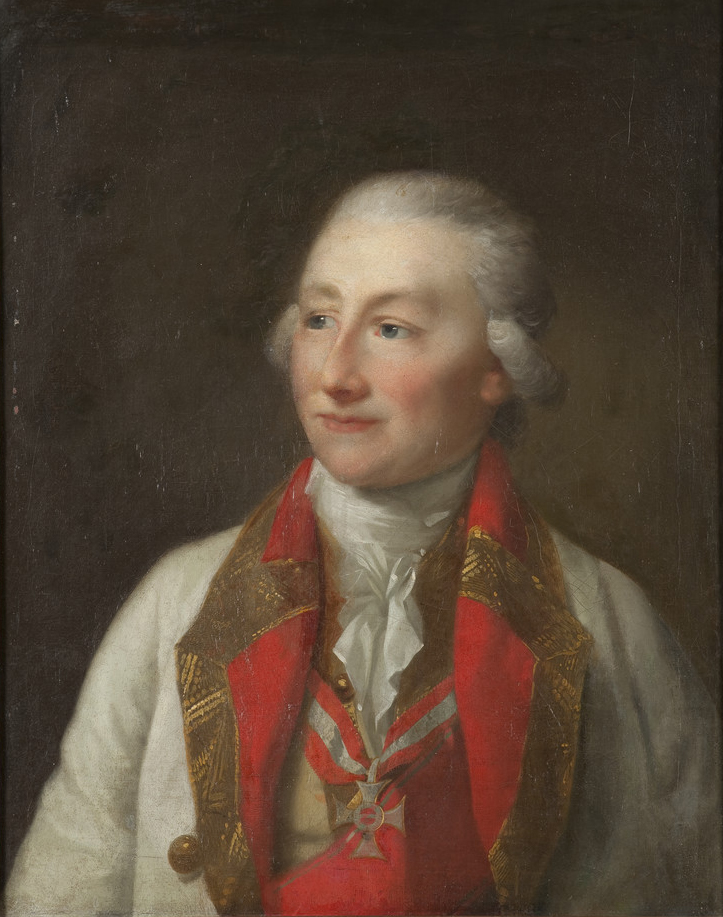
Christian August Prinz zu Waldeck

Christian August Prinz zu Waldeck (* 6. Dezember 1744 in Arolsen; † 25. August 1798 im Palácio Nacional de Sintra in Sintra bei Lissabon) war General in österreichischen Diensten und zuletzt Oberbefehlshaber und Feldmarschall der portugiesischen Landarmee.

## Leben
Christian August war Sohn des Fürsten Karl August Friedrich von Waldeck-Pyrmont und dessen Frau Christiane von Zweibrücken-Birkenfeld. Damit gehörte er dem Haus Waldeck an.
Er war ein Freund der Kunst, und wie seine Eltern war er begeistert von der Antike. Daher war Italien das Ziel seiner Grand Tour. Dort war er einer der zeitweiligen Begleiter von Johann Wolfgang von Goethe auf dessen Italienischer Reise. Goethe äußerte sich beifällig über eine gemeinsame Ausfahrt nach Pozzuoli und „die Gesellschaft eines so vollkommenen und unterrichteten Fürsten.“ Waldeck schlug Goethe vor, zusammen auch nach Dalmatien und Griechenland zu reisen. Dieser lehnte ab: „Wenn man sich einmal in die Welt macht und mit der Welt einlässt, so mag man sich ja hüten, dass man nicht entrückt oder wohl gar verrückt wird.“ Später trug Christian August maßgeblich zur großen Antikensammlung im Waldecker Residenzschloss Arolsen bei.
Wie sein Vater, der zuletzt Kommandant der niederländischen Armee im österreichischen Erbfolgekrieg war, trat auch Christian August in den Militärdienst ein. Im Jahr 1770 war er Oberstleutnant im österreichischen Dragoner-Regiment Nr. 39 „Karl August Pfalzgraf Zweibrücken-Birkenfeld.“ Ein Jahr später wurde er Kommandeur dieser Einheit. Als Freiwilliger machte er auf russischer Seite den Russisch-Türkischen Krieg (1768–1774) gegen das osmanische Reich mit. Im Jahr 1773 kehrte er im Range eines Obersten zu seinem österreichischen Regiment zurück, zu dessen Inhaber ihn der Kaiser 1781 ernannte; fortan hieß es Dragoner-Regiment Nr. 39 „Prinz Waldeck.“ Er veröffentlichte 1784 die Schrift „Kleine Berichtigungen über Versuch einer Geschichte des bayerischen Erbfolgekrieges.“ Im österreichisch-osmanischen Krieg von 1787 bis 1792 diente Waldeck 1788 unter Feldmarschall Gideon Ernst von Laudon. Er gewann einige Gefechte und wurde zum Feldmarschallleutnant befördert.
Als solcher kommandierte Christian August von Waldeck zu Beginn des ersten Koalitionskrieges 1792 eine Division gegen die französischen Truppen. Bei der Erkundung der Festung Thionville wurde er verwundet und verlor seinen linken Arm.
Er wurde nach Wien beordert und entwarf im Auftrag von Kaiser Franz II. einen Plan für die Operationen der gemeinsamen österreichisch-preußischen Armee im Rheinland, der allerdings von Preußen nicht akzeptiert wurde. Ihm gelang es in mühsamen Verhandlungen, den preußischen König von einer Offensive in das Elsass zu überzeugen. Unter General Dagobert Sigmund von Wurmser erhielt Christian August von Waldeck das Kommando über ein österreichisches Korps. Bei der Eroberung der Linien von Wissembourg war er Befehlshaber der ersten Angriffkolonne. Mit seinen Truppen überschritt er am 13. Oktober 1793 bei Selz den Rhein und fiel den französischen Verteidigern in den Rücken, während Wurmser die Gegner bei Weissenburg frontal angriff. Waldeck trug somit zum Sieg bei Weissenburg maßgeblich bei. Auch bei folgenden Gefechten zeichnete er sich aus. Nach dem Rückzug Wurmsers wurde ihm 1794 der Oberbefehl über die österreichische Rheinarmee übertragen, ehe er dieses Kommando an den Feldzeugmeisters Johann Georg Reichsgraf von Browne (1741–1794) abgab. Insbesondere wegen seiner Verdienste bei Weissenburg wurde er mit dem Kommandeurskreuz des Maria-Theresia-Ordens ausgezeichnet und zum General der Kavallerie befördert.

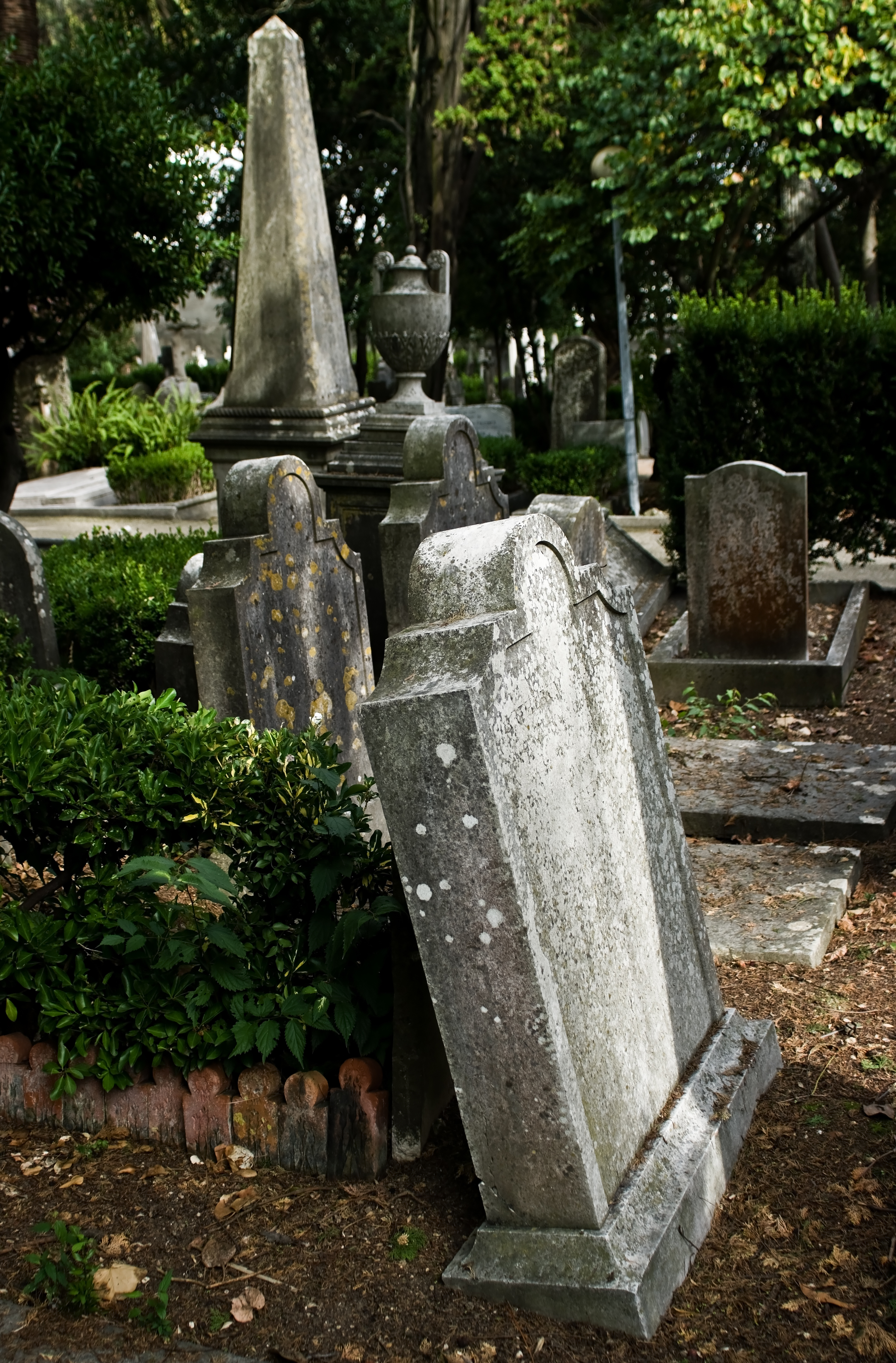
Lissabon, englischer Friedhof

Ab 1794 war er als Nachfolger von Karl Mack von Leiberich Generalquartiermeister der österreichischen Armee in den (österreichischen) Niederlanden unter Prinz Friedrich Josias von Sachsen-Coburg-Saalfeld. Kurze Zeit später wurde er Mitglied des Hofkriegsrates in Wien. Er erhielt 1796 das Generalkommando in Böhmen.
Im Jahr 1797 bekam er das Angebot, den Oberbefehl über die Landarmee Portugals zu übernehmen. Mit Zustimmung des Kaisers nahm er diesen Auftrag an. Allerdings gelang es ihm nicht, die Armee zu reorganisieren, da er auf die Opposition einiger einflussreicher Persönlichkeiten stieß und bald starb.
Christian August von Waldeck-Pyrmont liegt auf dem Friedhof der Engländer in Lissabon begraben. Der König Johann VI. von Portugal (1767–1826) stiftete selbst ein Monument und Grabmal aus Marmor in Form einer großen Pyramide.